# فيليكس لازارو مارتينيز
فيليكس لازارو مارتينيز (بالإسبانية: Félix Lázaro Martínez)‏ هو مبشر إسباني، ولد في 2 مارس 1936 في لوغرونيو في إسبانيا.